# Leptosiaphos dewittei
Leptosiaphos dewittei är en ödleart som beskrevs av  Arthur Loveridge 1934. Leptosiaphos dewittei ingår i släktet Leptosiaphos och familjen skinkar. Inga underarter finns listade i Catalogue of Life.